# Discografia dei The Pineapple Thief
La discografia dei The Pineapple Thief, gruppo musicale rock progressivo britannico, comprende quindici album in studio, sette dal vivo, cinque raccolte, 8 EP ed oltre venti singoli, pubblicati tra il 1999 e il 2022.

## Album

### Album studio
- 1999 – Abducting the Unicorn
- 2001 – 137
- 2003 – Variations on a Dream
- 2005 – 10 Stories Down
- 2006 – Little Man
- 2007 – What We Have Sown
- 2008 – Tightly Unwound
- 2010 – Someone Here Is Missing
- 2012 – All The Wars
- 2014 – Magnolia
- 2016 – Your Wilderness
- 2018 – Dissolution
- 2020 – Versions of the Truth
- 2022 – Give It Back
- 2024 – It Leads To This

### Album dal vivo
- 2003 – Live 2003
- 2010 – Someone Here Is Live
- 2013 – Live at the 013
- 2014 – Live 2014
- 2017 – Where We Stood
- 2019 – Hold Our Fire
- 2021 – Nothing but the Truth

### Raccolte
- 2009 – 3000 Days
- 2012 – Introducing the Pineapple Thief
- 2021 – The Soord Sessions Volumes 1-4
- 2022 – The Alternative Truth
- 2023 – How Did We Find Our Way (1999 - 2006)

## Extended play
- 2005 – 4 Stories Down EP
- 2008 – Shoot First
- 2009 – The Dawn Raids (Part One)
- 2009 – The Dawn Raids (Part Two)
- 2010 – Show a Little Love
- 2013 – Build a World
- 2018 – 8 Years Later
- 2020 – Uncovering the Tracks

## Singoli
- 2000 – Sherbert Gods
- 2010 – Nothing at Best
- 2012 – All the Wars
- 2014 – Simple as That
- 2016 – No Man's Land
- 2016 – In Exile
- 2017 – Fend for Yourself
- 2018 – Far Below
- 2018 – Try as I Might
- 2018 – Uncovering Your Tracks
- 2019 – Threatening War
- 2019 – Threatening War (Live)
- 2020 – Demons
- 2020 – Break It All
- 2020 – Versions of the Truth
- 2020 – Driving Like Maniacs
- 2021 – Our Mire (Nothing but the Truth)
- 2021 – Wretched Soul (Nothing but the Truth)
- 2021 – Someone Pull Me Out (Nothing but the Truth)
- 2022 – Give It Back
- 2022 – Dead in the Water

## Videografia

### Video musicali
- 2008 – Shoot First
- 2010 – Nothing at Best
- 2010 – Show a Little Love
- 2010 – Someone Here Is Missing
- 2012 – All the Wars
- 2012 – Someone Pull Me Out of Here
- 2013 – Build a World
- 2014 – Simple as That
- 2014 – A Sense of Fear
- 2016 – In Exile
- 2018 – Try as I Might
- 2020 – Demons
- 2020 – Break It All
- 2020 – Versions of the Truth
- 2020 – Driving Lile Maniacs